# العلاقات المارشالية الفيجية
العلاقات المارشالية الفيجية هي العلاقات الثنائية التي تجمع بين جزر مارشال وفيجي.

## مقارنة بين البلدين
هذه مقارنة عامة ومرجعية للدولتين:
| وجه المقارنة                                              | جزر مارشال                     | فيجي                                                                 |
| --------------------------------------------------------- | ------------------------------ | -------------------------------------------------------------------- |
| المساحة (كم2)                                             | 181                            | 18.27 ألف                                                            |
| عدد السكان (نسمة)                                         | 53.13 ألف                      | 915.30 ألف                                                           |
| الكثافة السكانية (ن./كم²)                                 | 29.35 ألف                      | 50.1                                                                 |
| العاصمة                                                   | ماجورو                         | سوفا                                                                 |
| اللغة الرسمية                                             | لغة إنجليزية، اللغة المارشالية | لغة إنجليزية، اللغة الفيجية، اللغة الفيجي الهندية، اللغة الهندستانية |
| العملة                                                    | دولار أمريكي                   | دولار فيجي                                                           |
| الناتج المحلي الإجمالي (بليون دولار)                      | 199.40 مليون                   | 5.06 مليار                                                           |
| الناتج المحلي الإجمالي (تعادل القوة الشرائية) بليون دولار | 207.25 مليون                   | 8.32 مليار                                                           |
| الناتج المحلي الإجمالي الاسمي للفرد دولار أمريكي          | 3.38 ألف                       | 4.96 ألف                                                             |
| الناتج المحلي الإجمالي للفرد دولار أمريكي                 | 3.80 ألف                       | 8.79 ألف                                                             |
| مؤشر التنمية البشرية                                      |                                | 0.727                                                                |
| رمز المكالمات الدولي                                      | +692                           | +679                                                                 |
| رمز الإنترنت                                              | .mh                            | .fj                                                                  |
| المنطقة الزمنية                                           | ت ع م+12:00                    | ت ع م+12:00                                                          |

## منظمات دولية مشتركة
يشترك البلدان في عضوية مجموعة من المنظمات الدولية، منها:
| علم المنظمة | اسم المنظمة                                 | تاريخ انضمام جزر مارشال | تاريخ انضمام فيجي |
| ----------- | ------------------------------------------- | ----------------------- | ----------------- |
|             | تحالف الدول الجزرية الصغيرة                 | ?                       | ?                 |
|             | البنك الدولي للإنشاء والتعمير               | 21 مايو 1992            | 28 مايو 1971      |
|             | بنك التنمية الآسيوي                         | 1990                    | 1970              |
|             | يونسكو                                      | 30 يونيو 1995           | 14 يوليو 1983     |
|             | الاتحاد الدولي للاتصالات                    | 22 فبراير 1996          | 5 مايو 1971       |
|             | مؤسسة التمويل الدولية                       | 23 سبتمبر 1992          | 12 يوليو 1979     |
|             | منظمة الشرطة الجنائية الدولية               | ?                       | ?                 |
|             | مؤسسة التنمية الدولية                       | 19 يناير 1993           | 29 سبتمبر 1972    |
|             | الأمم المتحدة                               | 17 سبتمبر 1991          | 13 أكتوبر 1970    |
|             | مجموعة دول أفريقيا والكاريبي والمحيط الهادئ | ?                       | ?                 |
|             | منظمة حظر الأسلحة الكيميائية                | ?                       | ?                 |

## وصلات خارجية
- موقع وزارة الخارجية الفيجية